# Воротеляк Володимир Володимирович
Володимир Володимирович Воротеляк (нар. 30 червня 1970) — радянський та український футболіст, універсал.

## Кар'єра гравця
Професіональну кар'єру розпочав у клубі «Авангард» з Рівного в 1987 році. Далі грав у «Галичині» з Дрогобича. Після розпаду СРСР клуб заявився до Вищого ешелону чемпіонату України, однак Володимир там так і не зіграв, обмежившись лише кубковим матчем проти охтирського «Нафтовика». Далі грав у чортківському «Кристалі», в «Лисоні», СК «Одеса» та в «Скалі». У 1994 році відправився в Росію, де грав за махачкалинський «Анжі», за який провів 4 матчі у Другій лізі. У 1995 році виступав за білоруський «Бобруйськ», відіграв 5 матчів у чемпіонаті Білорусі. Професіональну кар'єру завершив у «Вересі».

## Особисте життя
Старший брат — Андрій, також футболіст.
Одружений, має доньку Яніну.